# Stuart McRobert
Stuart McRobert (Nacido en 1958 en Inglaterra) es un escritor sobre entrenamiento con pesas, también es fundador y encargado de la publicación de la revista Hardgainer. McRobert vive en Nicosia, Chipre junto con su esposa y dos hijas.

## Biografía
McRobert inició el entrenamiento con pesas a los 15 años y empezó a escribir artículos sobre el tema mientras asistía a la universidad en Liverpool, Inglaterra. Su primer artículo fue publicado en la revista Iron Man en julio de 1981. McRobert se mudó a Chipre en 1983, enseñando inglés en una escuela de idiomas en Nicosia.
McRobert fundo CS Publishing y empezó a publicar Hardgainer en julio de 1989. Continuó publicando la revista hasta junio de 2004. A pesar de ya no publicar la revista, continua operando el sitio de Internet Hardgainer y su operación de publicación de libros. Adicionalmente a la revista Hardgainer, McRobert ha publicado numerosos artículos en populares publicaciones de físicoculturismo como la antes mencionada revista Iron Man.
McRobert ha escrito los siguientes libros:
- Brawn (1991)
- The Insider's Tell-All Handbook On Weight-Training Technique (1996)
- Beyond Brawn (1998)
- Further Brawn (2001)
- Build Muscle, Lose Fat, Look Great (2006)

## Filosofía de Entrenamiento
McRobert se enfoca en el entrenamiento con pesas para lo que define como “hardgainer”; aquellas personas que no son atletas natos (la extensa mayoría de aprendices). Considera que la mayoría de entrenamientos que son publicados por la prensa y revistas de fisicoculturismo no son efectivos para la persona promedio (carente de ventajas genéticas y/o sin el uso de esteroides) y resulta ineficiente o genera lesiones si se siguen.
McRobert enfatiza el uso de técnica estricta y correcta para levantamientos de pesas con el fin de evitar la posibilidad de lesiones, sus publicaciones contienen detalles exhaustivos de la técnica correcta e incorrecta de entrenamiento. A los aprendices se les anima a usar solo pesas que permitan emplear y mantener la técnica correcta de entrenamiento. Adicionalmente recomienda la entrada gradual en las rutinas de entrenamiento para la prevención de lesiones. McRobert además promueve el uso de Técnicas de Liberación Activa y Terapia de Puntos Gatillo entre entrenamientos para minimizar incomodidad y lesiones, incluso dedicó un capítulo entero de su libro Beyond Brawn al tema de los puntos gatillo y su experiencia con un tratamiento basado en ese tipo de terapia. En su libro más reciente habla sobre los beneficios de la práctica de yoga para mejorar la flexibilidad.